# 185º Reggimento artiglieria paracadutisti "Folgore"
Il 185º Reggimento artiglieria paracadutisti "Folgore" è un reggimento aviotrasportato d'artiglieria dell'esercito italiano, inquadrato nella Brigata paracadutisti "Folgore".
La Brigata "Folgore" ha sempre avuto la componente di Artiglieria, rappresentata dalla 1ª Batteria, poi dal Gruppo da campagna paracadutisti e quindi dal 185º gruppo artiglieria da campagna paracadutisti "Viterbo", dal 1992 divenuto 185º Reggimento Artiglieria Paracadutisti "Folgore".
Nel 2000 diviene 185º Reggimento Artiglieria Terrestre (Paracadutisti Acquisizione Obiettivi "Folgore" fino al 2004 quando perde la componente "artiglieria" e viene trasformato in 185º Reggimento paracadutisti ricognizione acquisizione obiettivi "Folgore" (spesso abbreviato 185° RRAO), unità con compiti specialistici per operazioni speciali.
Nel 2013 rinasce il 185º Reggimento artiglieria paracadutisti "Folgore", che si forma a Bracciano. Il Reggimento eredita la bandiera di guerra e quindi le tradizioni, dal 2004 custodite dal 185° RRAO di Livorno, passato al COMFOSE.

## Storia

### Seconda guerra mondiale
La storia dell'artiglieria paracadutisti trae le sue origini dal primo reparto costituito il 28 agosto del 1941 a Tarquinia (VT): si tratta del I Gruppo artiglieria paracadutisti su 1ª e 2ª batteria controcarro da 47/32. In rapida successione si formano il 15 gennaio del '42 il II Gruppo (3ª e 4ª batteria) e successivamente il 10 marzo del 1942 il III Gruppo (5ª e 6ª batteria), Comando di reggimento e batteria di supporto reggimentale.
Il 27 luglio 1942, con l'impiego africano della Divisione, il reggimento di artiglieria per Divisione Paracadutisti assume la denominazione di 185º Reggimento Artiglieria "Folgore".
Inviato in Africa settentrionale, dopo la battaglia di Alam Halfa (31 agosto - 5 settembre 1942) scioglie il Comando del II Gruppo, ma non la 3ª e 4ª batteria, che vengono ridistribuite nei Gruppi tattici della divisione. Nello stesso periodo costituisce con materiali recuperati sul campo di battaglia una settima batteria, inesistente dal punto di vista organico, ma efficiente ed agguerrita quanto le altre sei.
I pezzi controcarro del reggimento vengono disseminati nei centri di fuoco delle compagnie fucilieri di cui finiscono per costituire il nerbo. Gli artiglieri paracadutisti infatti, a differenza dei fucilieri che hanno il moschetto 91 TS, sono dotati individualmente del mitra MAB 38 e di una mitragliatrice Breda 30 per ciascuna squadra pezzo.
A sua volta la "Folgore" riceve gruppi e batterie della Divisione "Pavia" e "Trieste" in rinforzo.
A seguito della battaglia di El Alamein il reggimento si scioglie nel deserto africano. È l'8 dicembre del 1942. Per gli innumerevoli atti di valore dei suoi artiglieri paracadutisti la bandiera di guerra del reggimento sarà decorata della Medaglia d'Oro al Valor Militare, con la medesima motivazione, caso unico nell'Esercito Italiano, dei reggimenti 186° e 187° della "Divisione Folgore".

### Dopoguerra
Nel 1958 viene costituita in seno al 1º Gruppo Tattico Paracadutisti, una batteria di Artiglieria, che si riarticola in Gruppo su due batterie nel 1963.
Il 16 dicembre del 1966 il Gruppo Artiglieria Paracadutisti riceve in custodia la Bandiera di Guerra del 185º Reggimento, decorata della Medaglia d'Oro al Valor Militare guadagnata in Africa Settentrionale, fino a quel momento appuntata sulla Bandiera di Guerra dell'Arma d'Artiglieria e custodita dalla Scuola d'Artiglieria di Bracciano (Roma).
Nel 1975, il 1º ottobre, riprende la numerazione tradizionale diventando 185º Gruppo Artiglieria da Campagna Paracadutisti "Viterbo" su tre batterie obici e Batteria Comando e Servizi (BCS). Nel 1982 il 185 °Gruppo Artiglieria da Campagna Paracadutisti "Viterbo" partecipa alla prima missione oltremare dell’esercito italiano nel dopoguerra in Libano con una batteria di formazione al comando di un Capitano. Nel 1987 amplia i suoi compiti aggiungendo all'organico una batteria di difesa antiaerea (STINGER).
L'8 settembre 1992 a Livorno, presso la Caserma "Pisacane", storica sede dell'unità, si ricostituisce il 185º Reggimento Artiglieria Paracadutisti "Folgore". Esso inquadra il Comando di reggimento, la Batteria Comando e Servizi "Leoni", la batteria di autodifesa controaerei Stinger "Scorpioni" e il 1º Gruppo su tre batterie obici/mortai paracadutisti (1^ "Draghi", 2^ "Aquile", 3^ "Diavoli") e la batteria tiro e supporto tecnico “Levrieri”. Nel 1993 è decorato di medaglia d'argento al Valor dell'Esercito per l’impiego in Somalia.

#### Trasformazione
Il 31 agosto del 2000 il Reggimento muta i suoi compiti, vengono sciolte la batteria stinger "Scorpioni" e la batteria tiro e supporto tecnico “Levrieri”, dismette obici e mortai iniziando un percorso di specializzazione dall'artiglieria ai settori della sorveglianza del campo di battaglia e dell'acquisizione obiettivi. Il reggimento assume pertanto la denominazione di 185º Reggimento Artiglieria Terrestre (Paracadutisti Acquisizione Obiettivi) "Folgore": esso assume motto (Videre nec videri) e stemma (pipistrello con paracadute e gladio) dei Paracadutisti acquisitori della Batteria Acquisizione Obiettivi del disciolto 13º Gruppo acquisizione obiettivi "Aquileia" (13º GRACO) della 3ª Brigata missili "Aquileia".
Nel 2004 il reggimento mutò nuovamente, dando luogo al 185º Reggimento paracadutisti ricognizione acquisizione obiettivi "Folgore".

### La ricostituzione nel 2013
Dal 2000 al 2013, alla Brigata Paracadutisti Folgore venne quindi a mancare di una componente di fuoco specificatamente d'artiglieria.
Tale mancanza viene colmato con la formazione del 185º Reggimento Artiglieria paracadutisti "Folgore", a Bracciano in seno al reggimento addestrativo, del Comando Artiglieria, di due batterie mortai paracadutisti, e degli elementi chiave del Comando di reggimento che il 21 di giugno 2013, a Cecina (LI) a seguito di aviolancio, riprendono in consegna la Bandiera di Guerra degli artiglieri paracadutisti.
Il giorno successivo alla costituzione, sancita poi il 1º luglio 2013, il Reggimento rappresenta l'Artiglieria al Raduno Nazionale di Prato degli ex artiglieri e la settimana seguente affronta la prima scuola di tiro.
Ha fornito il core del Multinational Battle Group West (MNBG-W) in Kosovo, nell’ambito dell’operazione “Joint Enterprise”.

## Compiti e funzioni
Unità di “supporto di fuoco” della Brigata, partecipa con proprie componenti e assetti operativi a tutte le operazioni di home-land security e alle principali missioni internazionali.

## Organizzazione
- Comando reggimento
- 1º Gruppo
  - 1ª Batteria mortai pesanti
  - 2ª Batteria mortai pesanti

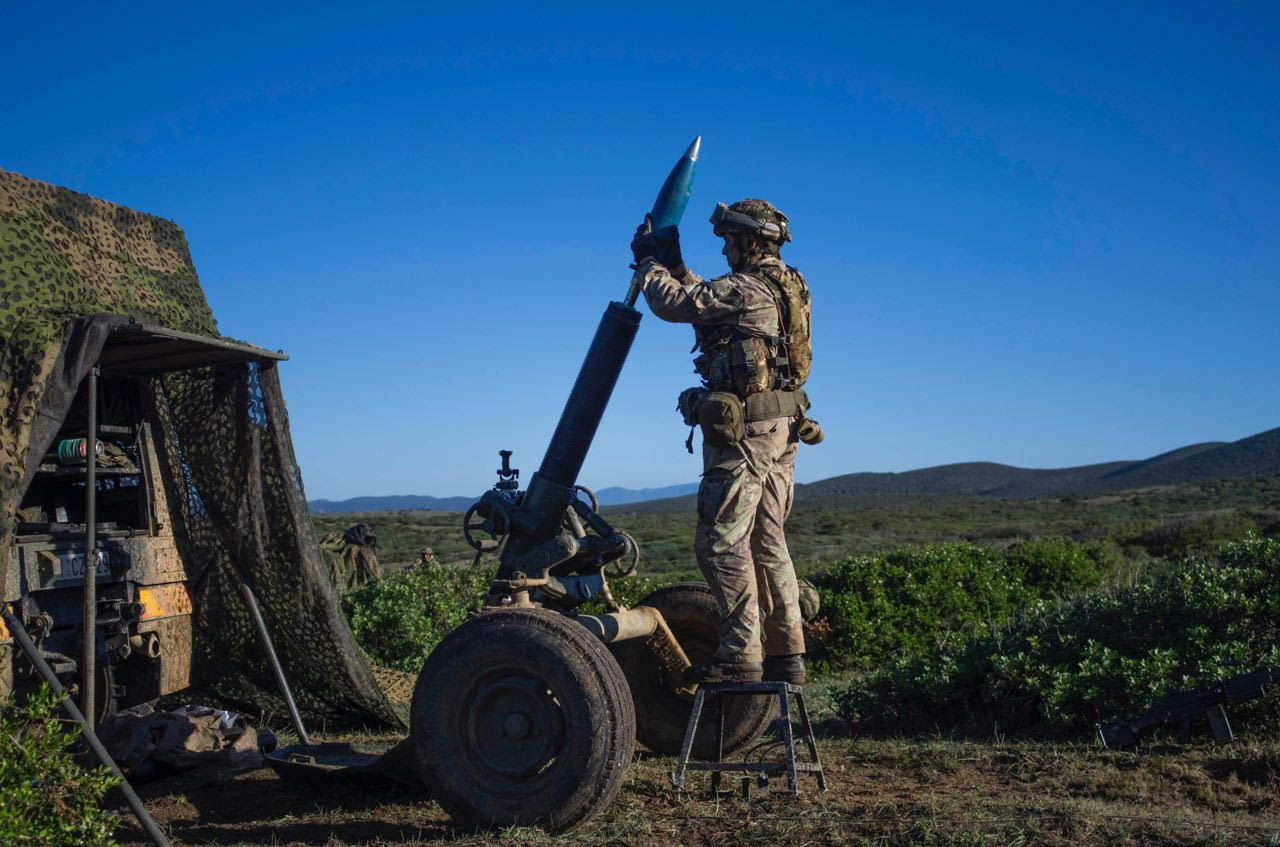
Mortaio pesante in dotazione al 185°

- Batteria Sorveglianza e Supporto Tecnico
- Batteria Comando e Supporto Logistico

## Armi
La principale arma di reparto è il mortaio pesante "Thomson-Brandt RT-1" da 120 mm, a canna rigata. È composto da bocca da fuoco, affusto a bipiede, piastra e congegno di puntamento. Su ogni pezzo opera una squadra di 4 persone più un conduttore.
Si tratta di un’arma ad avancarica e percussione automatica per caduta del proietto con un raggio schegge efficace di 100 metri ed un raggio di sicurezza di 250. Rustico, maneggevole, trainabile ed aviotrasportabile, è in grado di fornire supporto di fuoco di accompagnamento a tiro curvo su lunghe distanze. Alcune granate, autopropulse, sono in grado di coprire una gittata di 13 km.
È possibile che a Metà 2021- Inizio 2022 sia stata creata una 3ª Batteria equipaggiata con Obici da 105/14 Mod.56.
Il reggimento è comunque addestrato nell'impiego degli Obici da 155/39 FH-70.

## Onorificenze

### Decorati
- Sergente Maggiore Dario Pirlone – El Alamein, 24 ottobre 1942.